# 미얀마 국립박물관

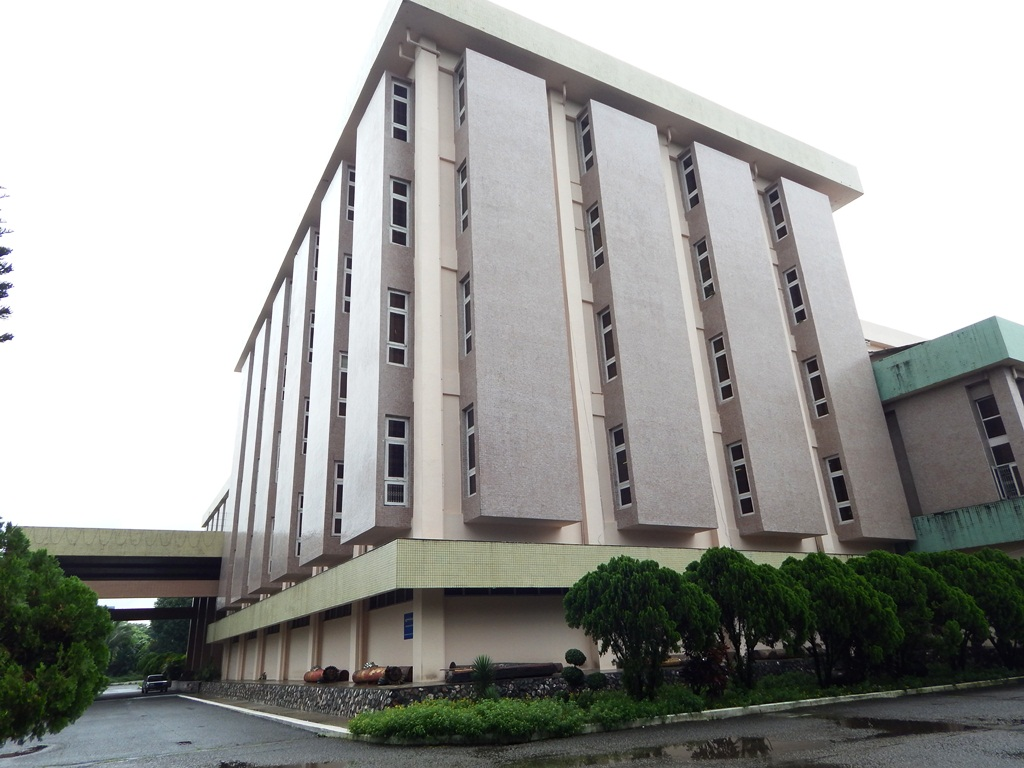

미얀마 국립박물관은 미얀마 양곤에 있는 박물관이다. 1층은 미얀마의 고대 역사와 미얀마어에 관한 내용이, 2,3층은 민속적 악기와 다양한 종족의 의상이나 생활 관습, 4층은 현대 화가들이 그린 그림과 공예품에 관한 내용이 있다.